# ФК Вршац
ФК Вршац је био фудбалски клуб из Вршца основан 1913. године. Клуб је угашен 2017. услед финансијских проблема. Клупске боје биле су црвено-бела, док је резервна гарнитура тамноплава.

## Историја
Након Другог светског рата клуб је добио ново име Јединство. Први пут наступа у трећој лиги Југославије (Српска лига — северна група) у сезони 1947/48. и у конкуренцији 12 клубова осваја високо четврто место . 
Поновни долазака у Трећи ранг вршчани су изборили у сезони 1952/53. и након само једне такмичарске године проведене у њој, испадају у нижи ранг. Седам година након испадања, под новим именом ФК Вршац у сезони 1960/61. поново се пласира у Трећи ранг у коме се, овај пут, провести две сезоне. Занимљиво да се у другој сезони Треће лиге 1961/62. заједно са њима такмичио још један вршачки ФК Железничар, нажалост, на крају ће оба морати у нижу, Банатску зону.
Као трећепласирани тим Јединствене војвођанске лиге (четврти ранг) у лето 1966. поново стиче право играња у Трећем рангу (Српска лига — северна група) у коме, као и први пут, наступа само једну сезону. У нижем рангу, у сезони 1967/68. завршава овај пут као другопласирани на табели Јединствене војвођанске лиге  и експресно се враћа у Трећи ранг у којој се овај пут задржава три сезоне, када ће у лето 1971. уследити поново испадање у Банатску зону (четврти ранг) .
Поновни повратак Вршчана у трећелигашко друштво изборено је две године након испадања, лета 1973. године. Опет ће фудбалери из Вршца такмичење у Трећем рангу окончати након само једне сезоне, након чека ће склизнути у ранг ниже. Две године касније, од лета 1976. године, ето опет Вршчана у трећелигашкој конкуренцији. Прве сезоне заузето је 12. место, док је у другој екипа из Вршца завршила сезону на 16. позицији што је зачило испадање у четврту лигу (Јединствена лига Вршачког подручја). Лета 1981. године фудбалери из Вршца поново долазе до треће лиге (Војвођанска лига) и остварују запажен резултат, 6. место на крају сезоне. У другој сезони клуб је девети, док је у сезони 1983/84. ФК Вршац на крају првенства на петом месту Војвођанске лиге (до тад други најбољи пласман у историји клуба).
Иако су на крају Војвођаснке лиге у сезони 1987/88. завршили као 14. пласирана екипа, морали су пут нижег ранга, јер је по страни била реорганизација југословенског фудбала .
Из четвртог ранга (Прве војвођанске лиге) испадају 1993/94. Четири године након испадања у пети ниво, у лето 1998. Вршчани су опет трећелигаши, и у првој повратничкој сезони, заузели су солидно десето место . Од лета 1999. године фудбалски клуб из Вршца враћа старо поратно име Јединство. Два лета касније, 2002. па до 2006. године клуб ће се такмичити у четвртом рангу, када ће поново изборити пласман у трећелигашки караван (Српска лига Војводина) у којој ће остати наредних шест година .
Од сезоне 2014/15. ФК Вршац је поново трећелигаш и у овој конкуренцији остаје све до сезоне 2016/17. након освајања деветог места на крају првенства дошло је до његовог гашења   .

## Резултати клуба у последњим годинама
| Сезона   | Степен такмичења       | Позиција | Бодови | Победник лиге            |
| 2006/07. | Српска лига Војводина  | 11       | 49     | ФК Нови Сад Нови Сад     |
| 2007/08. | Српска лига Војводина  | 15       | 23     | ФК Златибор вода Хоргош  |
| 2008/09. | Српска лига Војводина  | 10       | 37     | ФК Пролетер Нови Сад     |
| 2009/10. | Српска лига Војводина  | 10       | 39     | ФК Биг Бул Бачинци       |
| 2010/11. | Српска лига Војводина  | 8        | 42     | ФК Доњи Срем Пећинци     |
| 2011/12. | Српска лига Војводина  | 14       | 30     | ФК Раднички Нова Пазова  |
| 2012/13. | Војвођанска лига Исток | 4        | 59     | ФК Јединство Нови Бечеј  |
| 2013/14. | Војвођанска лига Исток | 1        | 62     | ФК Вршац Вршац           |
| 2014/15. | Српска лига Војводина  | 14       | 31     | ФК ЧСК Пивара Челарево   |
| 2015/16. | Српска лига Војводина  | 14       | 31     | ОФК Оџаци Оџаци          |
| 2016/17. | Српска лига Војводина  | 9        | 35     | Братство 1946 Пригревица |